# Airbus A340
Airbus A340 je širokotrupý čtyřmotorový dopravní letoun dlouhého doletu vyvinutý společností Airbus. Airbus v polovině sedmdesátých let vytvořil několik derivátů svého prvního dopravního letadla A300. Paralelně s dvoumotorovým A330 vyvinul čtyřmotorový A340 a jejich konstrukce je ze značné části shodná. V červnu 1987 Airbus zahájil práce na obou konstrukcích, přišly první objednávky a A340-300 provedl svůj první let 25. října 1991. Společné s verzí A340-200 22. prosince 1992 certifikát obdržela i A340-300 a obě verze vstoupily do služby v březnu 1993 u prvních zákazníků jako Lufthansa a Air France. Větší varianty A340-500/600 byly představeny 8. prosince 1997. A340-600 poprvé vzlétl 23. dubna 2001 a do služby vstoupil 1. srpna 2002.
Počáteční verze A340-200/300 mají podobný drak jako A330 a po modelu A300 zdědily v ekonomické třídě 8 sedadel vedle sebe. Mezi rozdíly patří čtyři motory CFM56 o tahu 151 kN (34 000 lbf) namísto pouhých dvou, aby se předešlo omezením ETOPS na zaoceánských trasách, dále hlavní tříkolový podvozek místo dvoukolého pro těžší maximální vzletovou hmotnost 276 t (608 000 lb). Obě letadla mají ovládací prvky „fly-by-wire“, které byly poprvé představeny na typu A320, stejně jako podobný skleněný kokpit. Pozdnější verze A340-500/600 mají větší křídlo a jsou poháněny motory Rolls-Royce Trent 500 o tahu 275 kN (62 000 lbf) s těžší MTOW 380 t (840 000 lb).
Nejkratší A340-200 měří 59,4 m (195 ft) a má dolet 7 600 nmi (14 100 km) s 261 sedadly ve třech třídách nebo s 303 ve 2 třídách. Nejběžnější verze A340-300 měří 63,7 m (209 ft), může pojmout 293 až 313 cestujících a má dolet 7 150 nmi (13 240 km). A340-500 je dlouhá 67,9 m (223 ft), její kapacita je 277 až 335 míst a dolet přes 9 000 nmi (17 000 km). Šlo o nejdelší dopravní letadlo své doby. Nejdelší verze A340-600 byla prodloužena na 75,4 m (247 ft), tehdy nejdelší dopravní letadlo, mohlo pojmout 326 až 380 cestujících a jeho dolet přesahoval 7 550 nmi (13 980 km).
Jelikož větší spolehlivost motorů umožnila splnit podmínky ETOPS pro téměř všechny trasy, začaly být čtyřmotorové letouny na mnoha trasách nahrazovány úspornějšími dvoumotorovými. 10. listopadu 2011 společnost Airbus oznámila, že po 380 objednávkách, ze kterých bylo 377 dodáno leteckým společnostem, výroba skončila. Za nástupce je považován Airbus A350 XWB. A340 byl původně navržen jako náhrada za starší generace letounu Boeing 747, jeho poslední verze přímo konkurovaly modelům MD-11 a Boeing 777. Lufthansa byla s 62 letadly největším provozovatelem a zákazníkem. K lednu 2020 nadále provozuje 34 letadel.

## Vývoj

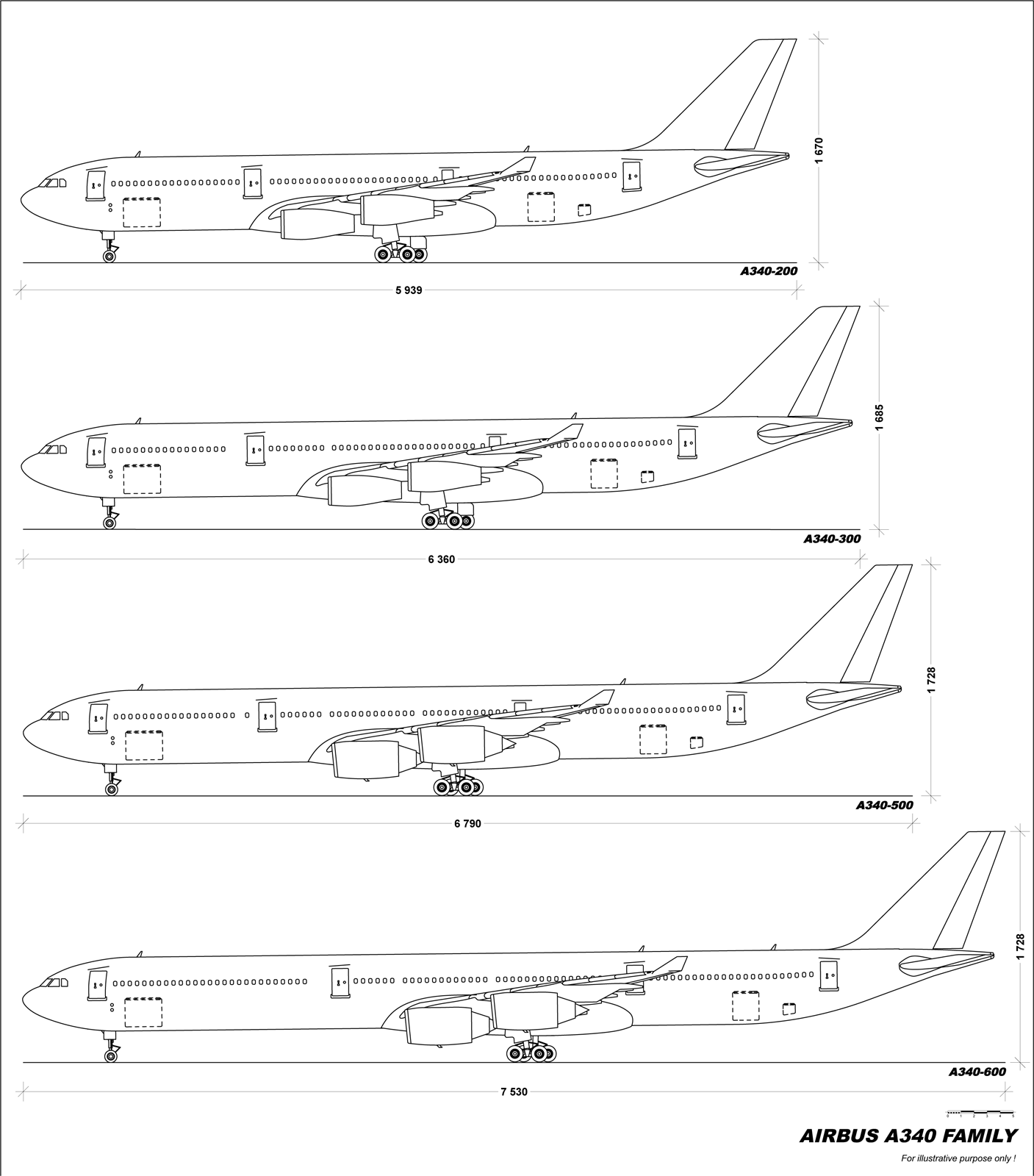
Varianty

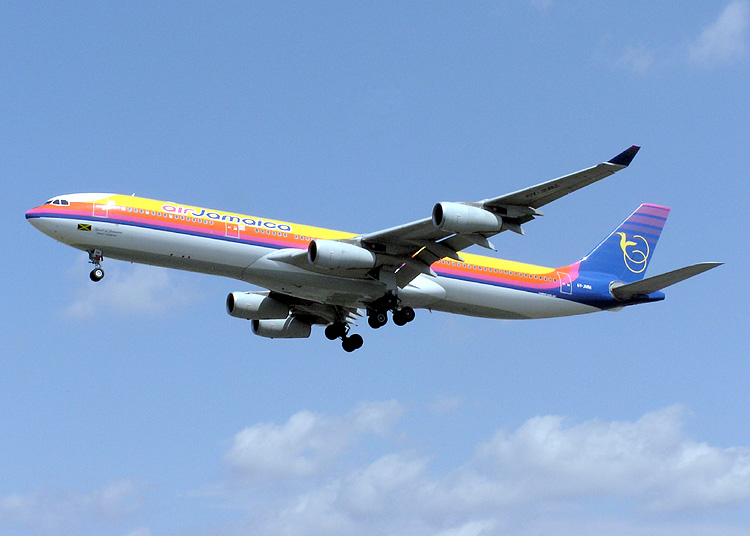
A340-300 společnosti Air Jamaica

Výroba nového Airbusu byla zahájena v roce 1988. A340 pro dlouhé tratě se měl stát vhodným doplněním modelu A320 pro krátké tratě a A300 pro střední tratě. V té době nejnovější velkokapacitní letoun Boeingu (dvoumotorový Boeing 767) měl nevýhodu oproti letounům jako byl B747 kvůli pravidlům ETOPS: dvoumotorové letadlo muselo po celou dobu letu zůstat dostatečně blízko nouzovým letištím, aby v případě poruchy jednoho ze dvou motorů mohlo bezpečně přistát. Čtyřmotorový A340 byl pokusem vyrobit novou generaci konkurentů strojům B747, kterých by se netýkala omezení ETOPS. Během druhé poloviny 90. let razil Airbus filozofii, že 4 motory (Airbusu A340) jsou vždy lepší než dva motory (Boeingu 777), protože poskytují mnohem větší míru bezpečnosti při poruše jednoho z nich. Ale když později začaly růst ceny leteckého paliva, začaly aerolinky stále více objednávat konkurenční B777. V roce 2005 už Airbus získal jen 15 objednávek na A340. Roku 2012 se po dlouhém nezájmu o letouny A340 v důsledku vysoké ceny paliva dohodlo vedení Airbusu o ukončení výroby.
Konstruktéři Airbusu navrhovali A340 současně s dvoumotorovým A330: oba stroje sdílejí shodné křídlo, podobnou konstrukci trupu a oba používají vyspělou avioniku vyvinutou původně pro A320.
Původním záměrem bylo použít u typu nové vyvíjené (superfan) motory IAE (International Aero Engines), ale společnost IAE jejich vývoj zrušila, a tak byly použity motory CFMI CFM56-5C4. Když v roce 1991 vzlétl první A340, zjistili konstruktéři závažnou vadu v konstrukci křídla: nebylo dostatečně pevné, aby uneslo vnější motory bez zkroucení a třepetání. Aby se tomu zabránilo, bylo vyvinuto speciální „vyboulení“ spodní části křídla nazvané plastron (česky: předstěra, podle spodní části krunýře želvy), které upravuje proudění vzduchu kolem pylonů. Takto upravený A340 začal být komerčně provozován v roce 1993 společnostmi Lufthansa a Air France.
Do října 2005 bylo objednáno celkem 385 strojů A340 a z toho 310 již bylo dodáno.
V lednu 2006 Airbus oznámil, že plánuje vývoj zvětšené verze A340, nazvané A340E (E jako enhanced – zvětšený), jako reakci na snižující se prodeje typu, konkurenci nových verzí Boeingu 777 a vzrůstajících cen leteckého paliva. V roce 2005 Boeing získal 154 objednávek na svůj model 777, zatímco Airbus jen 15 na A340. Airbus tvrdí, že zvětšený A340 bude hospodárnější než starší verze A340 a bude schopen efektivně konkurovat Boeingu 777.
31. prosinec 2011 Oficiální ukončení výroby A340 pro malou poptávku a větší zájem o dvoumotorovou verzi A330.

## Varianty
Původně Airbus nabízel dvě verze modelu A340, A340-200 a A340-300. A340-200 byla kratší než A340-300 a měla menší kapacitu, ale delší dolet. V roce 1997 Airbus zahájil výrobu prodloužených verzí A340 s novým větším křídlem – verzi 500 s velmi dlouhým doletem a verzi 600 s vyšší kapacitou. Obě verze vstoupily do služby v roce 2002.

### A340-200

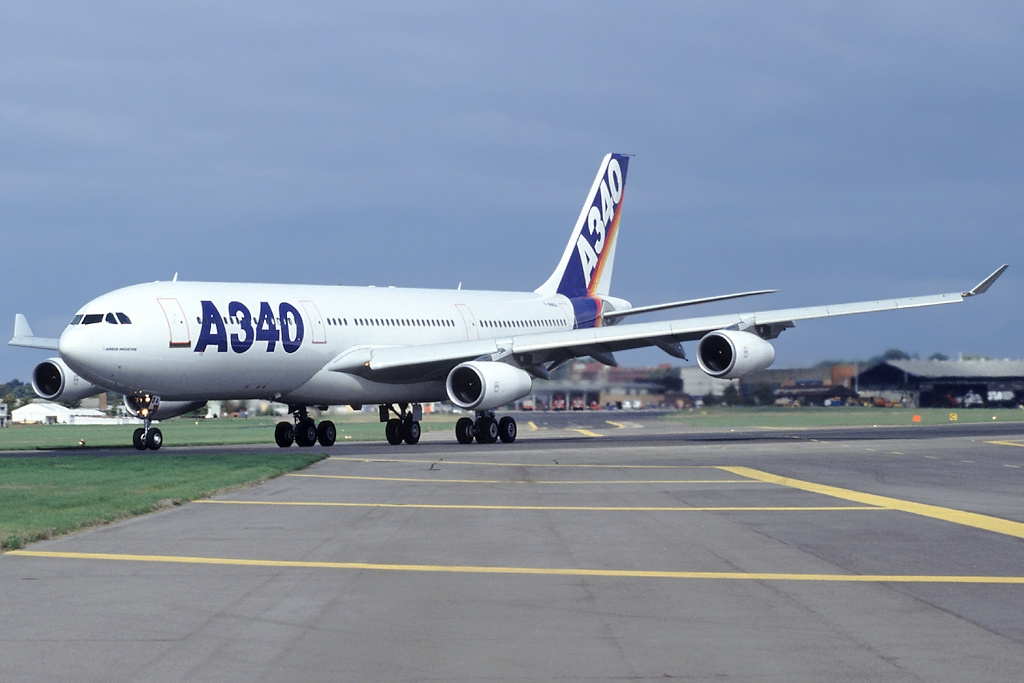
A340-200 v roce 1992 na Farnborough Air Show

Verze A340-200 měla s 261 místy pro cestující ve třech třídách dolet 13 000 km a s 239 místy 14 800 km. Byla poháněna čtyřmi dvouproudovými motory CFMI CFM56-5C. A340-200 byla vyráběna od roku 1987 a poprvé vzlétla 1. dubna 1992.
Je to prodejně nejméně úspěšná verze letounu A340. Vyrobeno jich bylo 28 kusů. V roce 2025 jich byly téměř všechny vyřazeny.

#### A340-8000
A340-8000 je varianta A340-200 se zvětšenou kapacitou palivových nádrží, které zvětšily maximální vzletovou hmotnost (MTOW) letounu na 275 tun. Dolet s 232 cestujícími ve třech třídách je 15 000 km. Pohon zajišťují čtyři dvouproudové motory CFMI CFM56-5C4 každý o tahu 151 kN. Objednán byl pouze jeden exemplář brunejským sultánem, který byl postaven, ale nebyl dodán.
Další A340-200 byly později upravovány tzv. balíčky zlepšujícími výkon (performance improvement packages, PIP), které jim umožňují dosáhnout podobných výkonů. Takové stroje jsou označovány A340-213X.

### A340-300

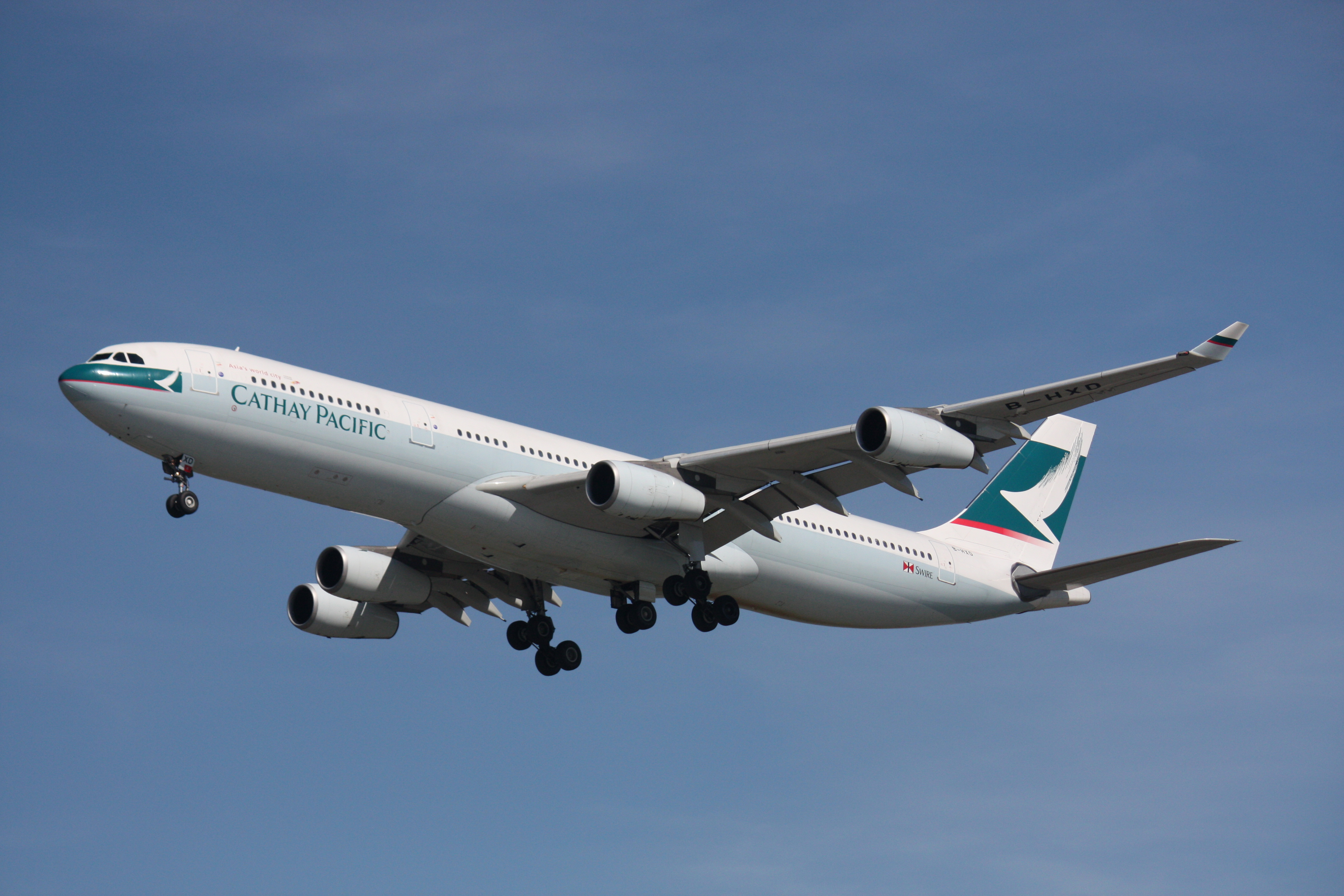
A340-300 aerolinek Cathay Pacific

A340-300 má kapacitu 295 cestujících ve třech třídách a dolet 12 400 km. Je to původní verze typu A340, která poprvé vzlétla 25. října 1991 a do služby u Lufthansy a Air France vstoupila v březnu 1993. Je poháněna čtyřmi dvouproudovými motory CFMI CFM56-5C. Tato verze má nižší rychlost stoupání v porovnání s ostatními verzemi A340 a konkurenčními typy Boeingu.
Přímým konkurentem této verze je Boeing 777-200ER.

#### A340-313X, -313E
A340-313X je verze A340 se zvýšenou hmotností poprvé dodaná Singapore Airlines v dubnu 1996 (dnes již Singapore Airlines tuto verzi neprovozují). A340-313E byla poprvé dodána Swiss International v roce 2003. Obě verze mají MTOW mezi 271 a 275 tunami a typický dolet s 295 cestujícími mezi 13 100 km a 13 500 km. Pohon obstarávají motory CFMI CFM56-5C4 o tahu 151 kN.

### A340-500

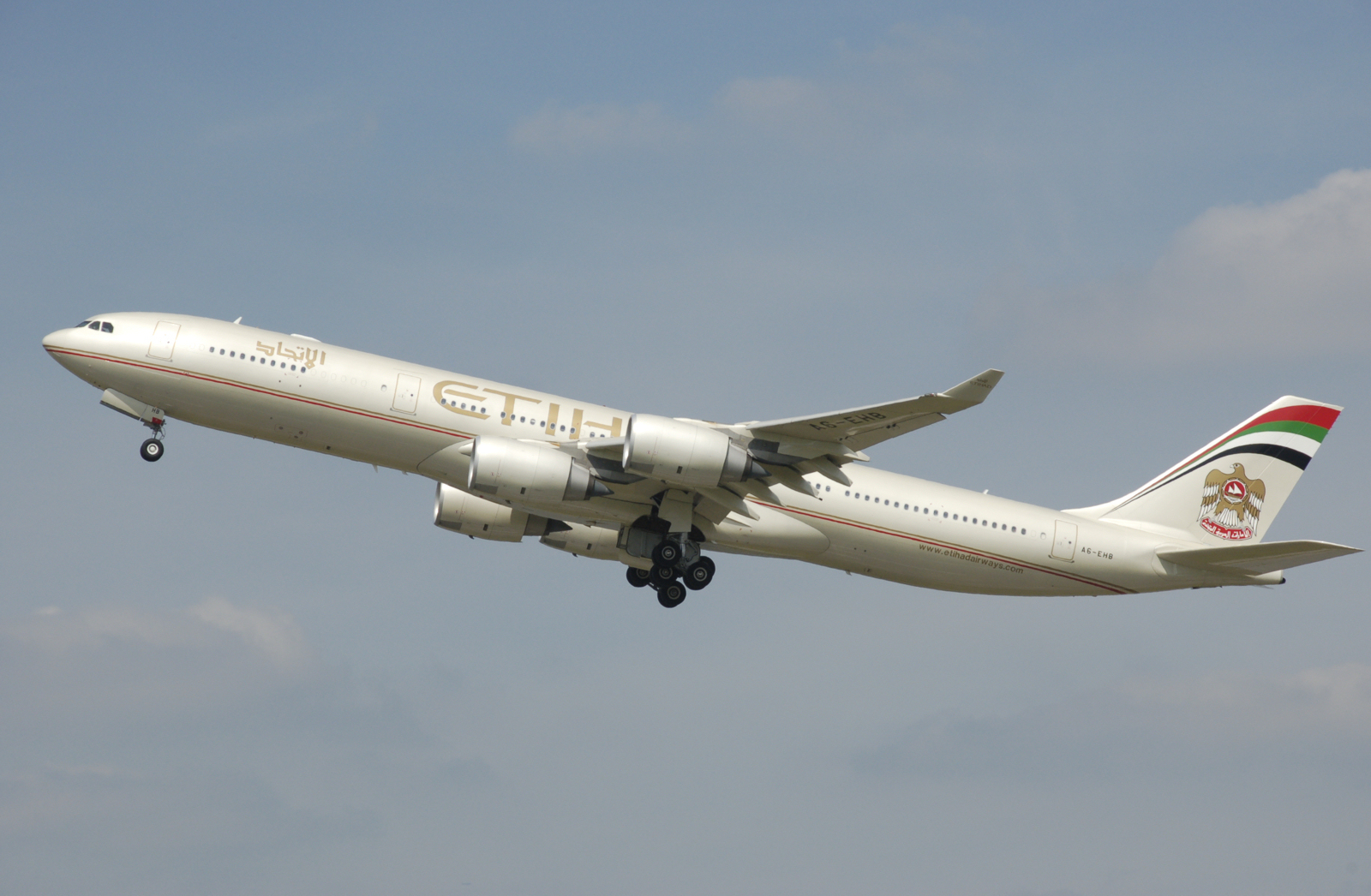
Airbus A340-500 společnosti Etihad Airways při vzletu z letiště Heathrow

A340-500 byl civilní dopravní letoun s nejdelším doletem na světě (KC-10 Extender je sériově vyráběný letoun s nejdelším doletem na světě) až do představení Boeingu 777-200LR „Worldliner“ na počátku roku 2006. S 313 cestujícími ve třech třídách má dolet přes 16 000 km. Např. Singapore Airlines provozují tento model na své nonstop lince z Newarku, New Jersey do Singapuru. Cesta trvá přes 18 hodin a měří 15 345 km, je to nejdelší pravidelný, non-stop komerční let na světě. Letouny na této lince létají se sníženým množstvím nákladu, s menším množstvím cestujících (2 třídy, 181 pasažérů) a s přídavnými palivovými nádržemi. Letí se přes Severní pól, Rusko, Mongolsko a Čínu. Říká se, že A340-500 může letět z Londýna až přímo do Perthu v Austrálii. Tato verze A340 vykonala svůj první let 11. února 2002 a letové certifikáty získala 3. prosince 2002. Prvním zákazníkem byla společnost Emirates.
Ve srovnání s A340-300 má A340-500 o 3,3 m delší trup, zvětšenou plochu křídla, výrazně zvětšenou kapacitu palivových nádrží (o 50 %), mírně vyšší cestovní rychlost, větší vodorovnou ocasní plochu a menší svislou ocasní plochu. Stejně jako 777-300 má i A340-500/-600 kamery, které pomáhají pilotům při popojíždění na letišti. A340-500 pohání čtyři dvouproudové motory Rolls-Royce Trent 553 s tahem 236 kN každý.
Airbus nabízí i verzi se zvýšenou hmotností A340-500HGW (High Gross Weight), která má dolet 16 700 km a maximální vzletovou hmotnost (MTOW) 380 tun. Používá stejnou zesílenou konstrukci a zvětšenou kapacitu palivových nádrží jako A340-600HGW.
Přímým konkurentem je Boeingův model 777-200LR, který vstoupil na trh v únoru 2006.

### A340-600

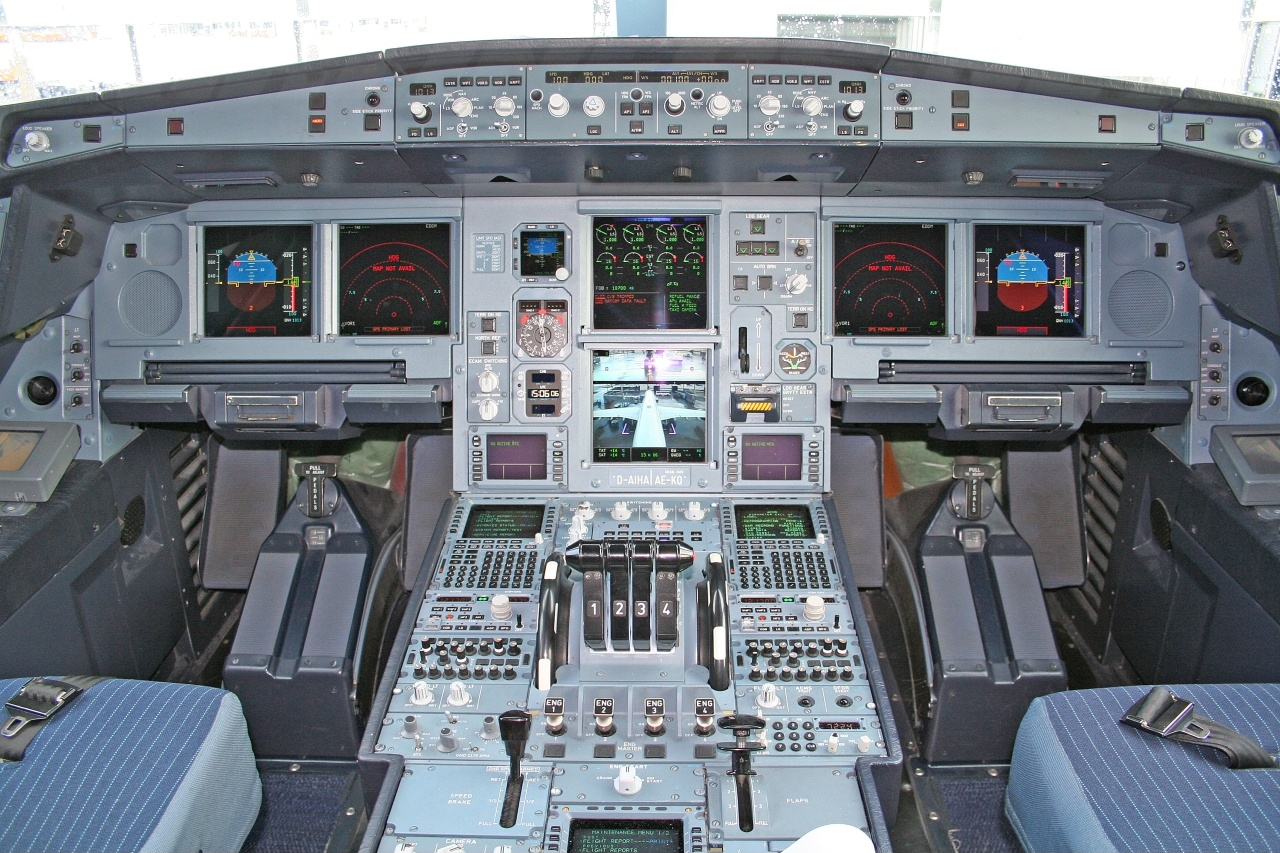
Kokpit stroje A340-600

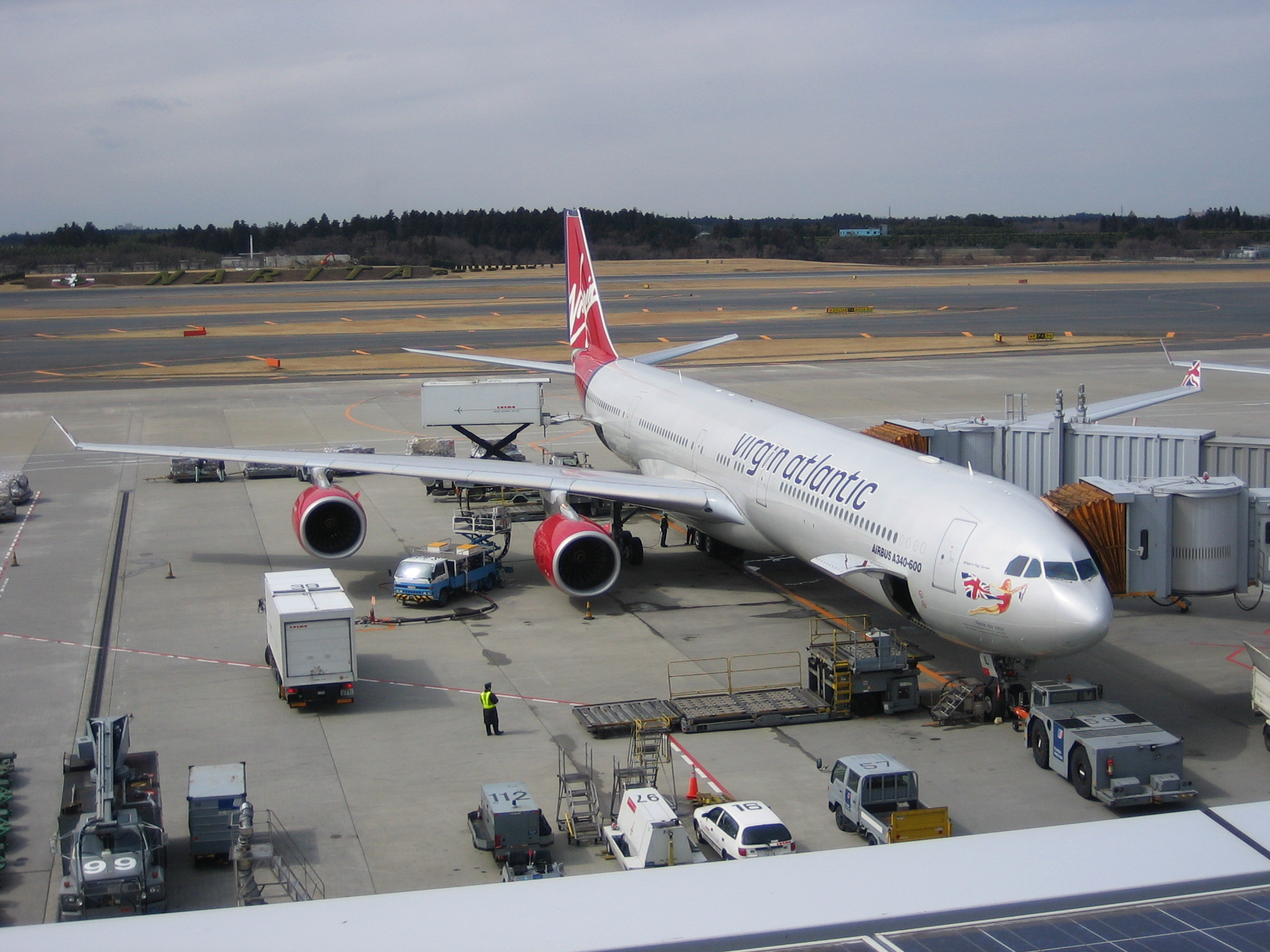
A340-600 Virgin Atlantic na letišti Narita u Tokia.

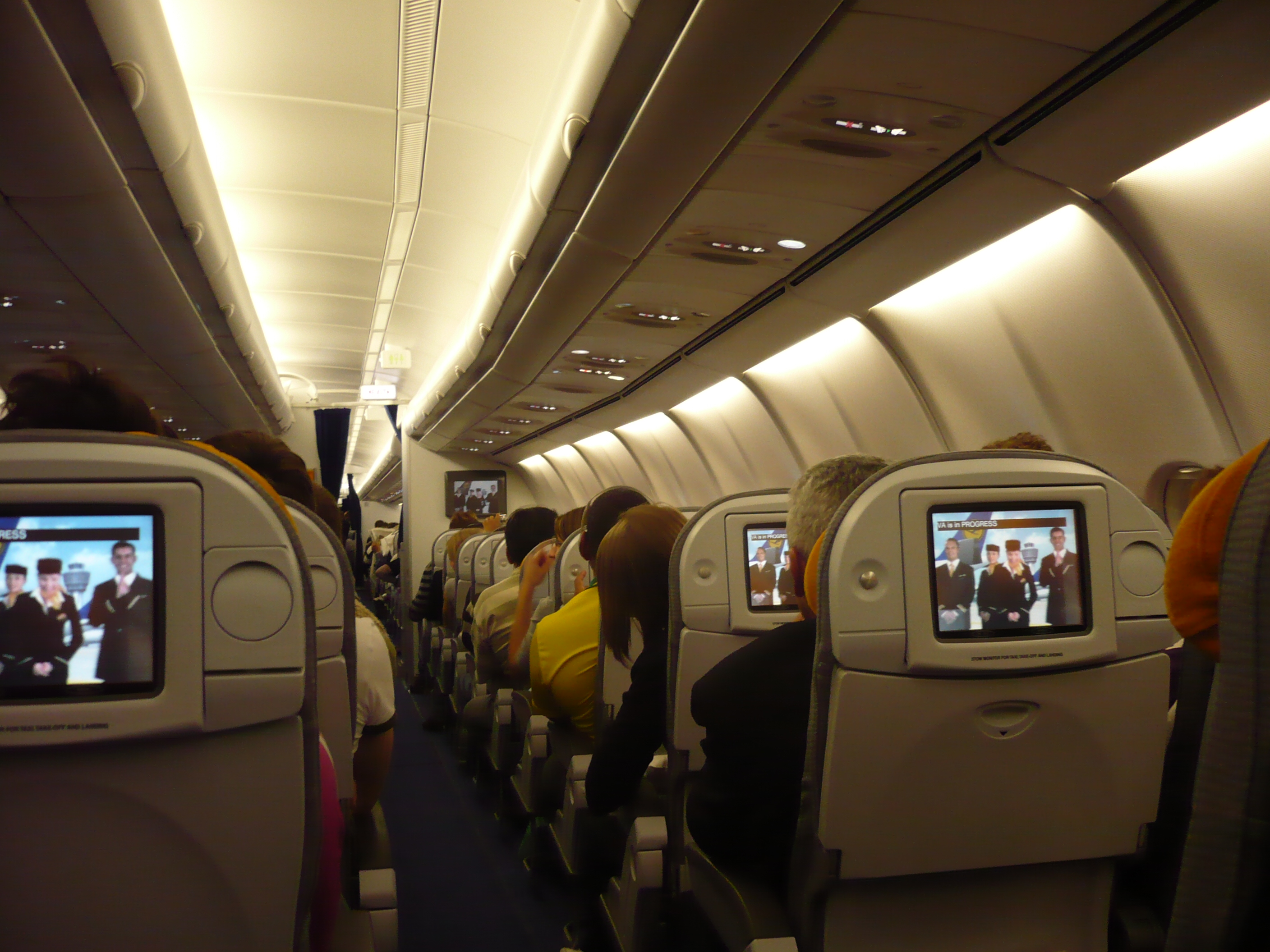
Interiér letounu A340-600 společnosti Lufthansa

A340-600 byl navržen jako náhrada za dosluhující Boeingy 747 prvních generací. Dokáže přepravit 380 cestujících ve třech třídách (419 ve dvou třídách) na vzdálenost 13 900 km. Nabízí tedy přepravu stejného množství pasažérů jako 747, ale s dvojnásobným nákladovým prostorem a nižšími náklady. První let vykonal A340-600 23. dubna 2001. U Virgin Atlantic zahájil pravidelný provoz v srpnu 2002. Cathay Pacific používá tyto letouny na svých nonstop tratích mezi Hongkongem a New York City (JFK), kde ovšem budou od roku 2007 pronajaté stroje A340-600 nahrazeny novými Boeingy 777-300ER.
A340-600 je o více než 10 m delší než základní verze -300, díky čemuž byl až do nástupu Boeingu 747-8 nejdelším dopravním letounem na světě (je o více než 4 m delší než Boeing 747-400). Je poháněn čtyřmi dvouproudovými motory Rolls-Royce Trent 556 o tahu 249 kN každý. Pod trupem má navíc přidaný čtyřkolý podvozek, který mu pomáhá zvládnout zvýšenou maximální vzletovou hmotnost (MTOW).
Prvních sedm strojů A340-600 bylo dodáno s příliš těžkými křídly. Zákazníkovi (Virgin Atlantic) na jeho žádost byla dodána nová letadla a původní stroje byly za sníženou cenu dodány společnostem Iberia Airlines a Cathay Pacific.
14. dubna 2006 úspěšně prošla certifikačním procesem nová varianta Airbusu A340-600 se zvýšenou maximální vzletovou hmotností (MTOW = 380 tun) a delším doletem (14 600 km). Verze nese označení A340-600HGW („High Gross Weight“). Používá zesílenou konstrukci, zvětšenou kapacitu palivových nádrží a při výrobě se využívají nové technologie (např. svařování laserovým paprskem). Prvním zákazníkem bude Qatar Airways v létě 2006, poté budou následovat Lufthansa, Virgin Atlantic a Etihad Airways. První let této verze se uskutečnil 18. listopadu 2005.
Přímým konkurentem je Boeingův model 777-300ER.

## Uživatelé

#### Současní uživatelé
Aktuálně největším uživatelem Airbusu A340 je německá letecká společnoust Lufthansa, která provozuje 27 letadel. 
- Air Madagaskar – 1 (A340-300)
- Azerbaijan Airlines – 3 (2× A340-500, 1× A340-600)
- Conviasia – 3 (1× A340-300, 2× A340-600)
- Edelweiss Air – 4 (A340-300)
- Hi Fly – 6 (A340-300)
- Lufthansa – 27 (17× A340-300, 10× A340-600)
- Mahan Air – 10 (5× A340-300, 5× A340-600)
- Swiss air – 5 (A340-300)

Dalšími uživateli jsou vlády, armády, či některé leasingové společnosti.

## Nehody a incidenty
Airbus A340 patří k nejbezpečnějším letounům na světě.
Stav k 6. prosinci 2013

### Totální ztráty

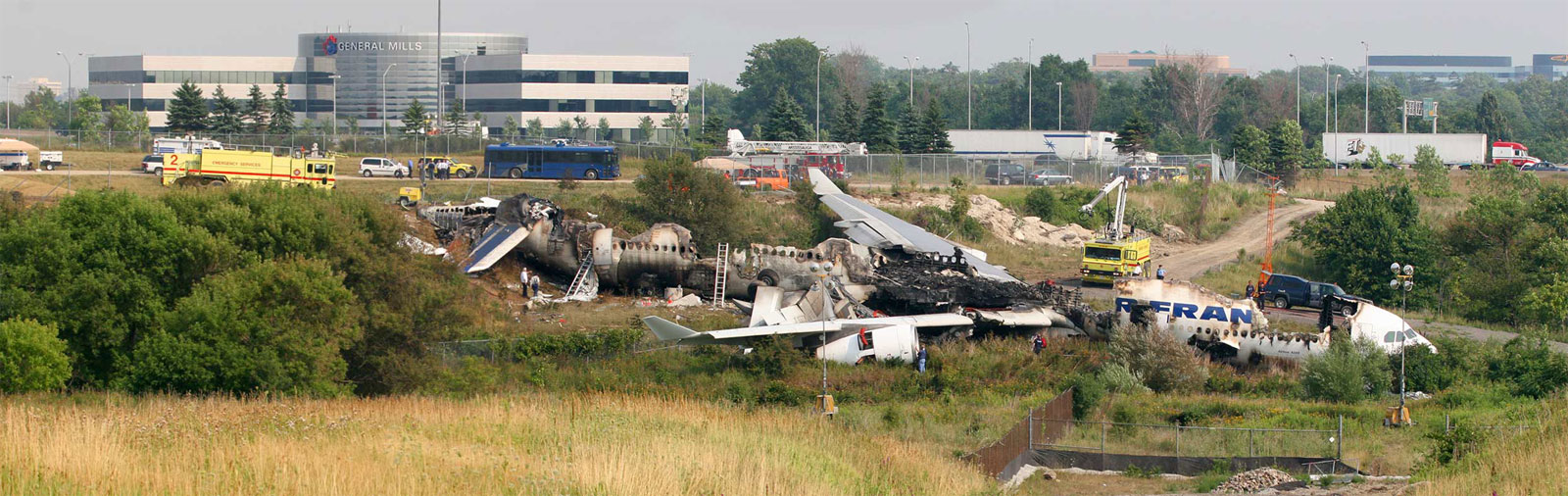
Ohořelý A340-300 společnosti Air France na Pearsonově mezinárodním letišti v Torontu 2. srpna 2005

Typ A340 dosud neměl žádnou nehodu, při které by zahynul člověk, ale čtyři letouny byly zcela zničeny:
- Air France A340-211 (F-GNIA): 20. ledna 1994 letoun Air France A340-211 (F-GNIA) shořel během údržby na letišti Charlese de Gaulla.
- 24. července 2001, A340-312 společnosti SriLankan Airlines bylo zničeno na zemi příslušníky hnutí Tamilští tygři v Kolambě, Srí Lanka, společně s A320-200, dvěma A330-243 a letkou vojenských letadel. Další dvě letadla, A320 a A340, byla poškozena, ale později opravena.[7]
- Let Air France č. 358: 2. srpna 2005 všech 297 cestujících a 12 členů posádky přežilo havárii a následný oheň svého A340-300 (F-GLZQ), který v bouři přejel ranvej 24L na Pearsonově mezinárodním letišti v Torontu. Letoun sjel do potoka Etobicoke (Etobicoke Creek) a rozlomil se. Čtyřicet tři lidí se zranilo, někteří z nich vážně, protože některé záchranné skluzavky nefungovaly tak, jak měly. To přinutilo některé cestující seskočit ze skoro šestimetrové výšky na zem.
- 15. listopadu 2007 – Airbus A340-642X (v.č. 856) tovární značky F-WWCJ byl vážně poškozen během pozemní zkoušky motorů na letišti v Toulouse. Nově vyrobený letoun měl být za šest dní Airbusem předán letecké společnosti Etihad Airways. Při rutinní zkoušce se špatně zabrzděný stroj rozjel a narazil do betonové zdi. Pět lidí na palubě bylo zraněno, z toho tři vážně. Letoun byl nakonec odepsán.[8][9][10]

### Další nehody
- A340-311 společnosti Virgin Atlantic Airways byl 5. listopadu 1997 přinucen přistát na londýnském letišti Heathrow s levým podvozkem zataženým. Při přistávání zkolaboval i pravý podvozek. Všech 100 cestujících bylo nezraněno a letoun byl během 28 dnů opraven.
- Podvozek stroje A340-211 společnosti Sabena zkolaboval během přistání na Bruselském letišti 29. srpna 1998. Pravá vodorovná ocasní plocha byla zničena.
- 9. dubna 2004 A340-313X společnosti Emirates vyjelo z dráhy při vzletu z mezinárodního letiště v Johannesburgu. Žádný z obou pilotů nebyl zvyklý na tuto těžší variantu Airbusu. Při povelu „zvednout“ přitáhl pilot řídící joystick. Podle zprávy aerolinek se ale „přibližně šest nebo sedm sekund příď letounu nepohnula nahoru“.[11] Příď se nakonec nahoru pohnula, ale letoun se ještě od země neodlepil. Posádka zaslechla hluk, nastavila výkon motorů na maximum a asi po dvou sekundách letoun vzlétl.[12] Správa letiště oznámila, že 25 prahových a přibližovacích světel a povrch vzletové dráhy byly poškozeny, když letoun přejel konec dráhy 21R. Vypočítaná rychlost odlepení příďového podvozku byla očividně příliš nízká, a tak systém fly-by-wire raději držel letoun na zemi než, aby riskoval přetočení. Pilot již před tím, během létání na simulátoru, dostal špatné instrukce o rychlosti potřebné k odlepení příďového podvozku. Po vyšetření události za to Airbus kritizoval společnost Emirates.

## Specifikace

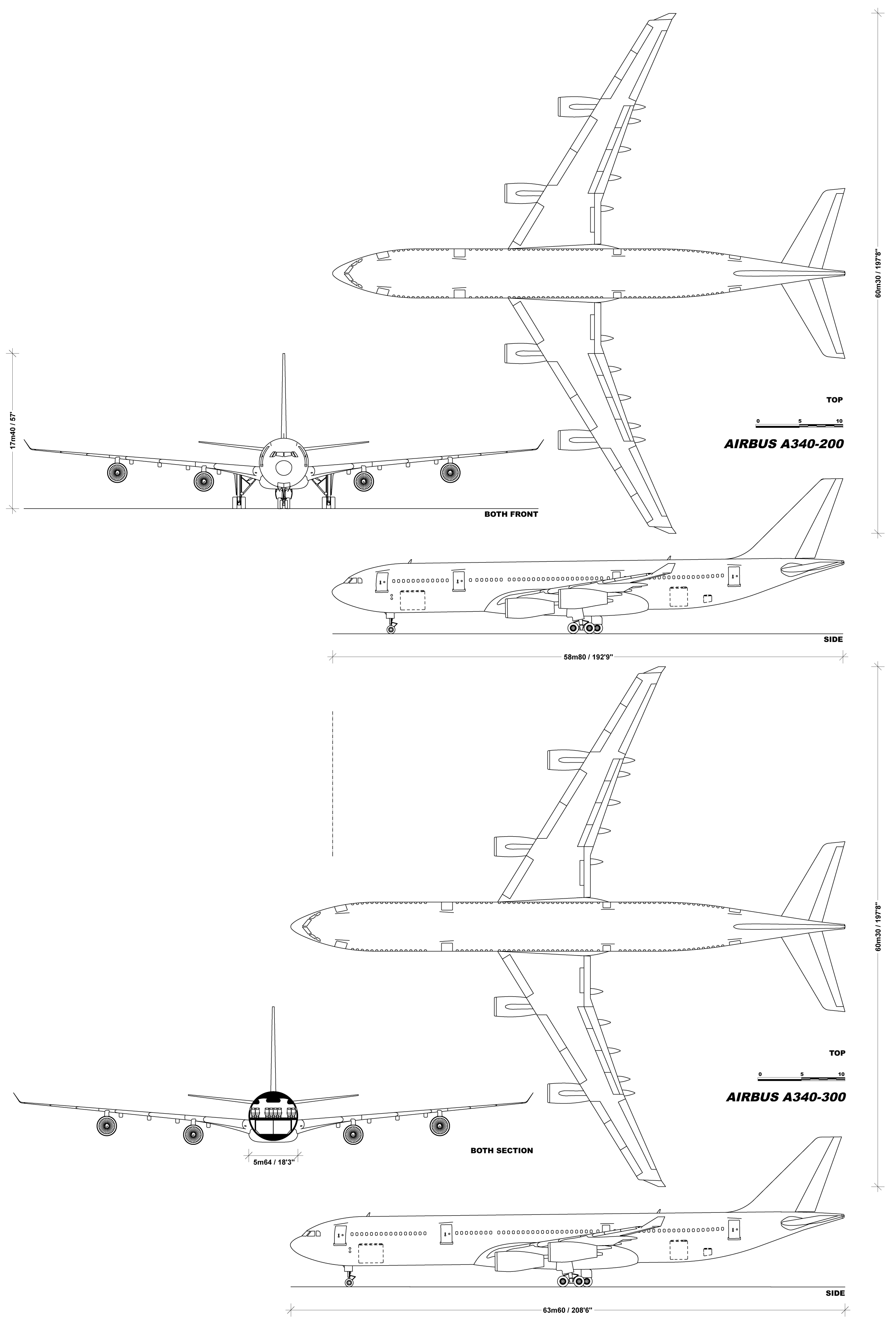
A340-200/300
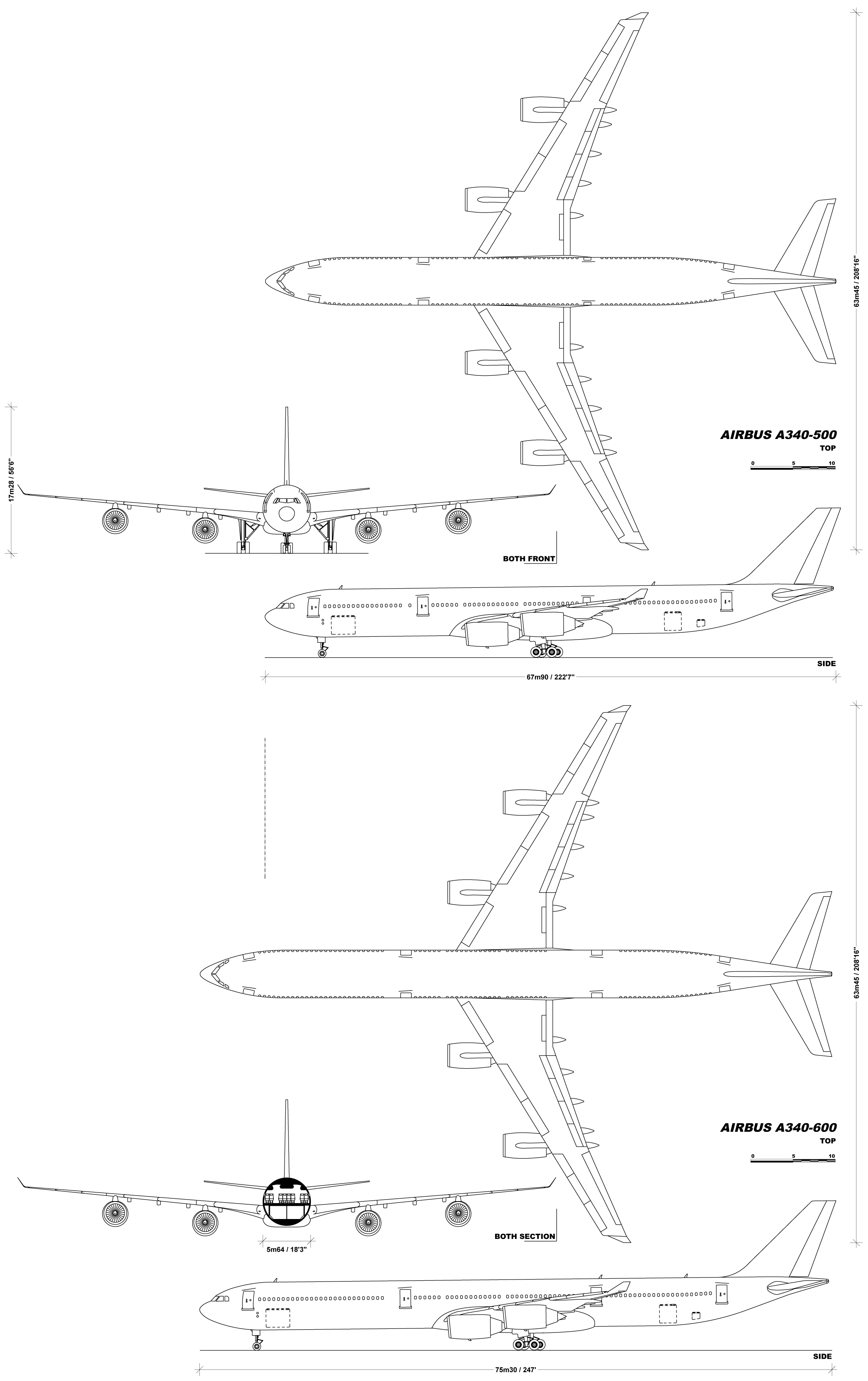
A340-500/600

| Varianta                  | A340-200                                                              | A340-300                                                              | A340-500                                                              | A340-600                                                              |
| ------------------------- | --------------------------------------------------------------------- | --------------------------------------------------------------------- | --------------------------------------------------------------------- | --------------------------------------------------------------------- |
| Posádka kokpitu           | Dva                                                                   | Dva                                                                   | Dva                                                                   | Dva                                                                   |
| Sedadla                   | 261 (3 třídy) or 303 (30F + 273Y)                                     | 277 (3 třídy) or 335 (30F + 305Y)                                     | 293 or 313 (12F + 36J + 265Y)                                         | 326 or 380 (12F + 54J + 314Y)                                         |
| Exit limit                | 420/375                                                               | 375/440/375                                                           | 375                                                                   | 440                                                                   |
| Délka                     | 59,39 m / 194,85 ft                                                   | 63,69 m / 208,96 ft                                                   | 67,93 m / 222,87 ft                                                   | 75,36 m / 247,24 ft                                                   |
| Rozpětí                   | 60,3 m / 197,83 ft                                                    | 60,3 m / 197,83 ft                                                    | 63,45 m / 208,17 ft                                                   | 63,45 m / 208,17 ft                                                   |
| Křídlo                    | 363,1 square metre (3 908 sq ft), 29,7° sweep, 10 AR                  | 363,1 square metre (3 908 sq ft), 29,7° sweep, 10 AR                  | 437,3 square metre (4 707 sq ft), 31,1° sweep, 9.2 AR                 | 437,3 square metre (4 707 sq ft), 31,1° sweep, 9.2 AR                 |
| Výška                     | 17,03 m / 55,86 ft                                                    | 16,99 m / 55,72 ft                                                    | 17,53 m / 57,51 ft                                                    | 17,93 m / 58,84 ft                                                    |
| Trup                      | 5,287 m / 208,15 v šířce kabiny, 5,64 m / 18,5 ft outside width       | 5,287 m / 208,15 v šířce kabiny, 5,64 m / 18,5 ft outside width       | 5,287 m / 208,15 v šířce kabiny, 5,64 m / 18,5 ft outside width       | 5,287 m / 208,15 v šířce kabiny, 5,64 m / 18,5 ft outside width       |
| Objem carga               | 158,4 cubic metre (5 590 cu ft)                                       | 132,4 cubic metre (4 680 cu ft)                                       | 149,7 cubic metre (5 290 cu ft)                                       | 201,7 cubic metre (7 120 cu ft)                                       |
| MTOW                      | 275 tonne (606 000 lb)                                                | 276,5 tonne (610 000 lb)                                              | 380 tonne (840 000 lb)                                                | 380 tonne (840 000 lb)                                                |
| Max. užitečné zatížení    | 51 tonne (112 000 lb)                                                 | 52 tonne (115 000 lb)                                                 | 54 tonne (119 000 lb)                                                 | 66 tonne (146 000 lb)<                                                |
| Operační prázdná hmotnost | 118 tonne (260 000 lb)                                                | 131 tonne (289 000 lb)                                                | 168 tonne (370 000 lb)                                                | 174 tonne (384 000 lb)                                                |
| Max. paliva               | 110.4 t / 243,395 lb                                                  | 110.4 t / 243,395 lb                                                  | 175,2 t / 386 292 lb                                                  | 155,5 t / 342 905 lb                                                  |
| Motory (×4)               | CFM International CFM56-5C                                            | CFM International CFM56-5C                                            | Trent 553                                                             | Trent 556                                                             |
| Tah (×4)                  | 138,78–151,24 kilonewton (31 200–34 000 lbf)                          | 138,78–151,24 kilonewton (31 200–34 000 lbf)                          | 0,24812–275,35381 kilonewton (55,780–61 902 lbf)                      | 0,24812–275,35381 kilonewton (55,780–61 902 lbf)                      |
| Rychlosti                 | Mach 0,86 (493 kn; 914 km/h) max, Mach 0,82 (470 kn; 871 km/h) cruise | Mach 0,86 (493 kn; 914 km/h) max, Mach 0,82 (470 kn; 871 km/h) cruise | Mach 0,86 (493 kn; 914 km/h) max, Mach 0,82 (470 kn; 871 km/h) cruise | Mach 0,86 (493 kn; 914 km/h) max, Mach 0,82 (470 kn; 871 km/h) cruise |
| Dolet, max pax            | 7 600 námořních mil (14 100 km)                                       | 7 150 námořních mil (13 240 km)                                       | 9 000 námořních mil (17 000 km)                                       | 7 550 námořních mil (13 980 km)                                       |
| Vzlet                     | 2 900 metre (9 500 ft)                                                | 3 000 metre (10 000 ft)                                               | 3 350 metre (10 990 ft)                                               | 3 400 metre (11 200 ft)                                               |
| Dostup                    | 12 500 m (41,000 ft)                                                  | 12 500 m (41,000 ft)                                                  | 12 527 m (41,100 ft)                                                  | 12 527 m (41,100 ft)                                                  |

Nákresy
- A340-200/300
- A340-500/600

### Motory
| Model    | Datum cerifikace  | Motory                     |
| -------- | ----------------- | -------------------------- |
| A340-211 | 22. prosince 1992 | CFM 56-5C2                 |
| A340-212 | 14. března 1994   | CFM 56-5C3                 |
| A340-213 | 19. prosince 1995 | CFM 56-5C4                 |
| A340-311 | 22. prosince 1992 | CFM 56-5C2                 |
| A340-312 | 14. března 1994   | CFM 56-5C3                 |
| A340-313 | 16. března 1995   | CFM 56-5C4                 |
| A340-541 | 3. prosince 2002  | RR Trent 553-61 / 553A2-61 |
| A340-542 | 15. února 2007    | RR Trent 556A2-61          |
| A340-642 | 21. května 2002   | RR Trent 556-61 / 556A2-61 |
| A340-643 | 11. dubna 2006    | RR Trent 560A2-61          |

## Galerie

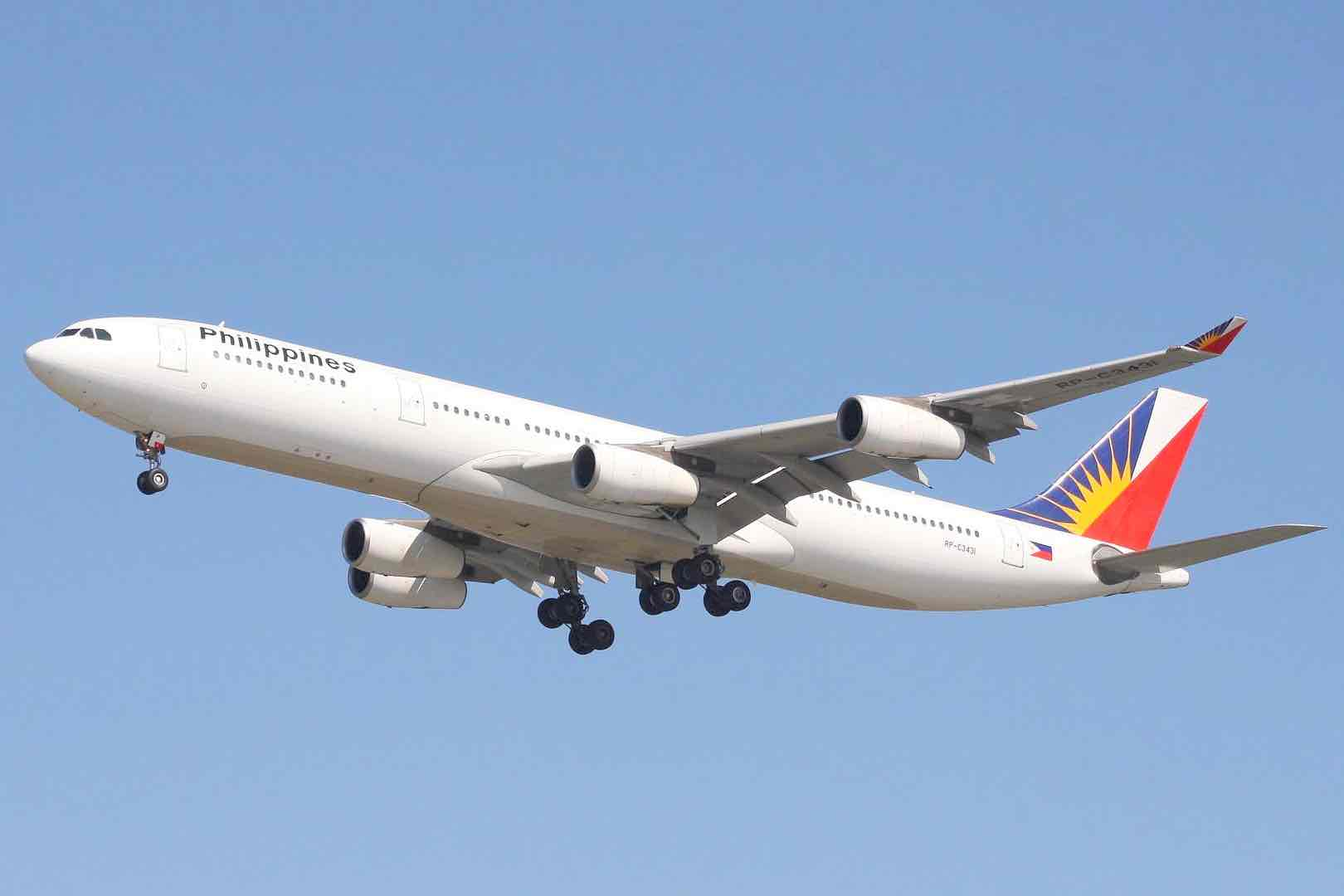
Airbus A340-313X společnosti Philippine Airlines, registrace RP-C3431
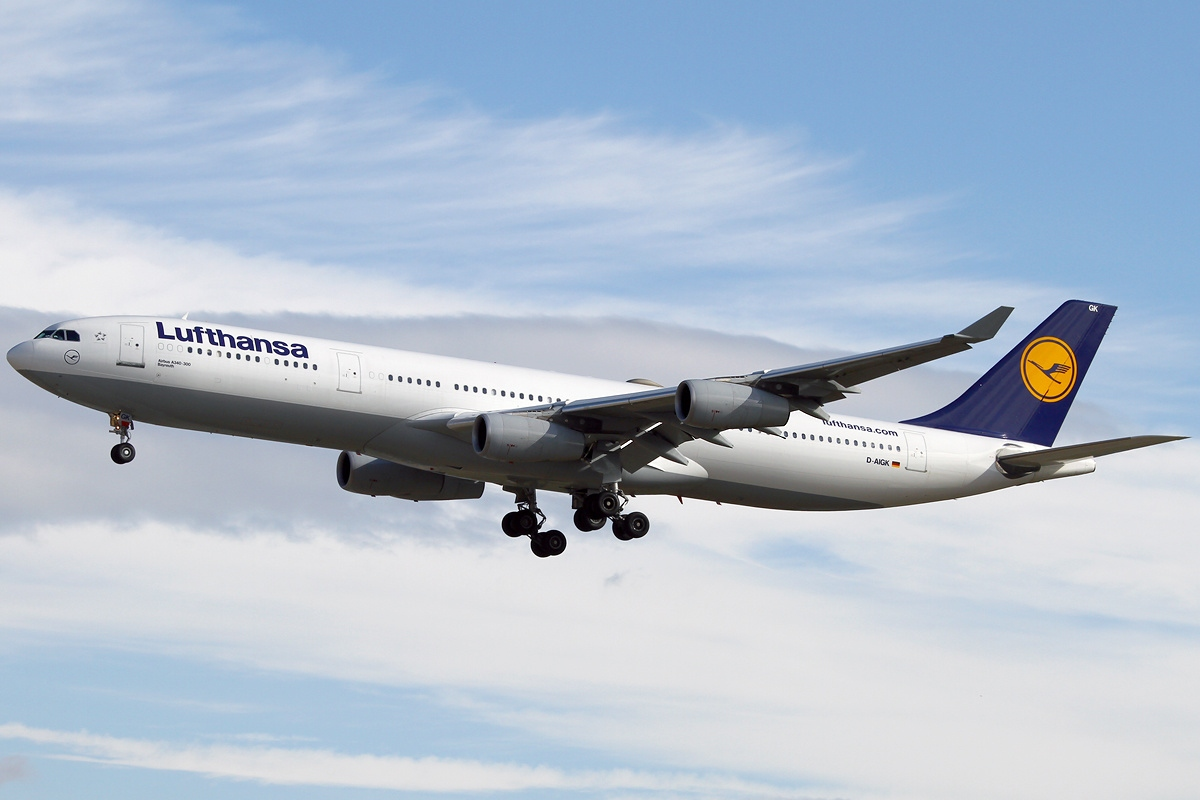
Airbus A340-311 společnosti Lufthansa (největší operátor Airbusu A340), registrace D-AIGK
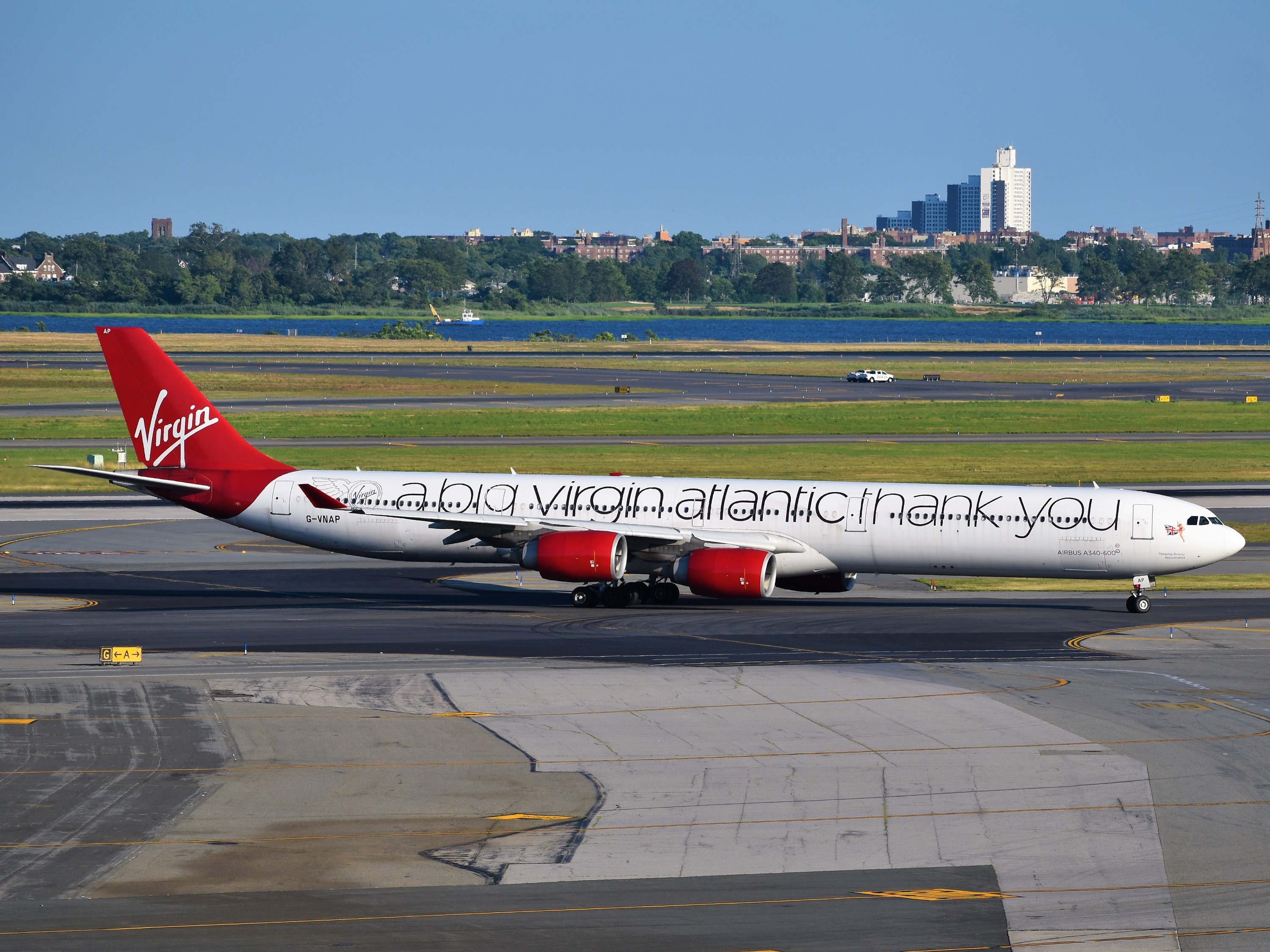
Airbus A340-642 společnosti Virgin Atlantic, registrace G-VNAP na letišti v New Yorku
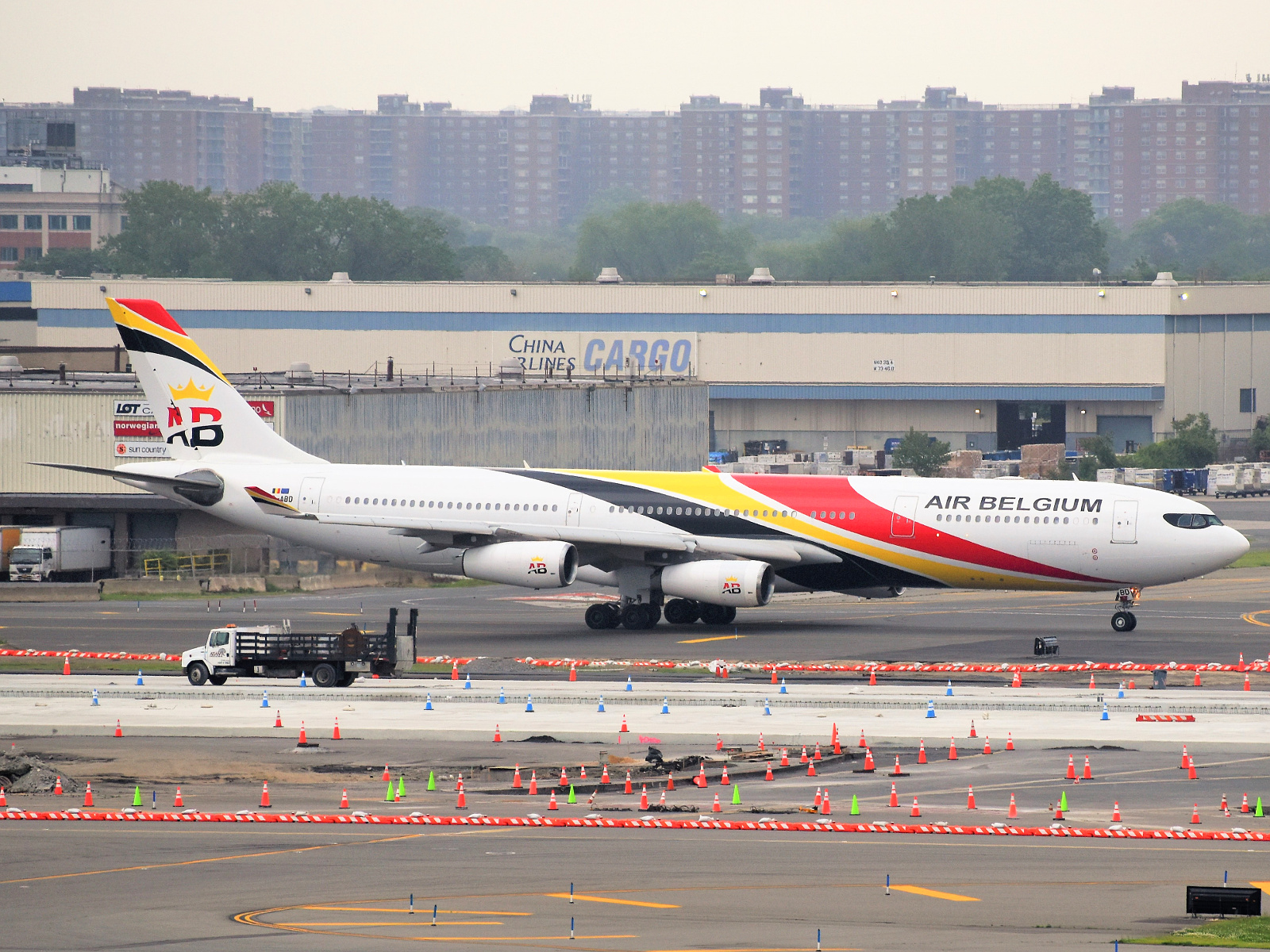
Airbus A340-313 společnosti Air Belgium, registrace OO-ABD, pojíždějící na letišti v New Yorku
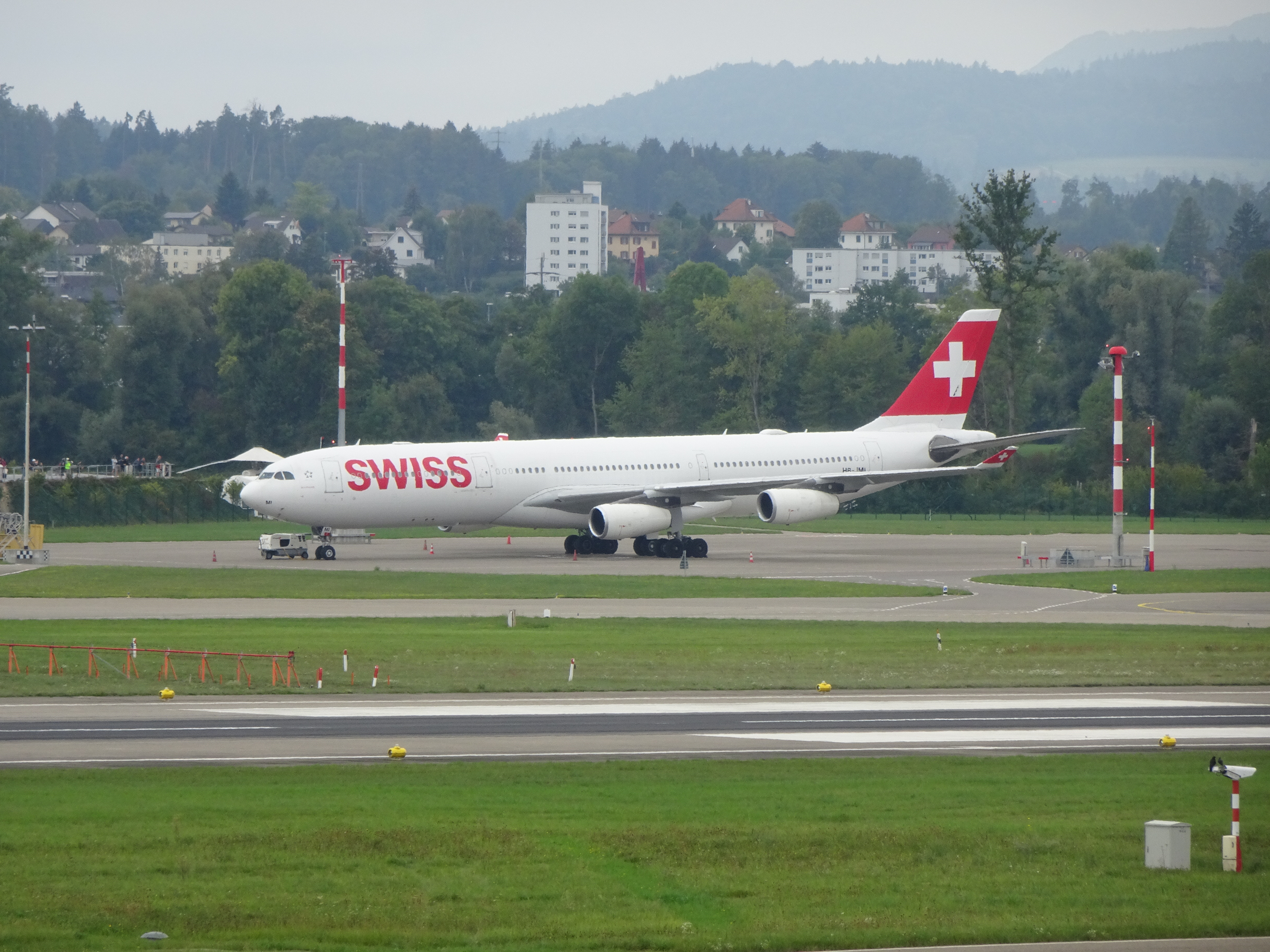
Airbus A340-313 společnosti Swiss International Airlines na letišti v Curychu, registrace HB-JMI